# Оспрејс
Оспрејс (енгл. Ospreys) је професионални велшански рагби јунион тим из Свонзија који учествује у Про 12. Оспрејс је најуспешнији велшански рагби јунион тим, чак четири пута је освајао Про 12. Боја Оспрејса је црна, а капитен екипе је искусни репрезентативац Велса Алан Вин Џонс, који игра на позицији скакача у другој линији (енгл. Lock). Међу познатим рагбистима који су играли за Оспрејсе су Ричард Хибард, Шејн Вилијамс, Адам Џонс, Џејмс Хук, Томи Бов, Џери Колинс, Џастин Маршал, Гевин Хенсон, Брент Кокбејн... Највише утакмица за Оспрејс одиграо је рагбиста Данкан Џонс - 149, највише есеја (30) је постигао Шејн Вилијамс, омалени велшанин који је проглашен за најбољег играча света 2008. Рекордер по броју поена за клуб је Ден Бигар - 1335 поена.
- Про 12

- Шампион (4) : 2005, 2007, 2010, 2012.

Први тим
Дмитри Архип
Џордан Колијер
Сем Андерхил
Ричард Фусел
Ден Еванс
Ели Вокер
Кристијан Филипс
Џеф Хеслер
Том Гребем
Хано Дирксен
Џош Матавеси
Ешли Бек
Сем Дејвис 
Ден Бигар
Рис Веб
Брендон Леонард
Јустин Типурић
Ден Бејкер
Тилер Ардрон
Алан Вин Џонс - капитен
Марк Томас
Ден Сутер
Пол Џејмс
Сем Пери
Скот Балдвин
Скот Отен